# Cléarque de Soles
Pour les articles homonymes, voir Cléarque.
Cléarque de Soles (en grec ancien Κλέαρχος / Kléarkhos) est un philosophe péripatéticien du IVe siècle av. J.-C. originaire de Soles à Chypre.

## Notice historique

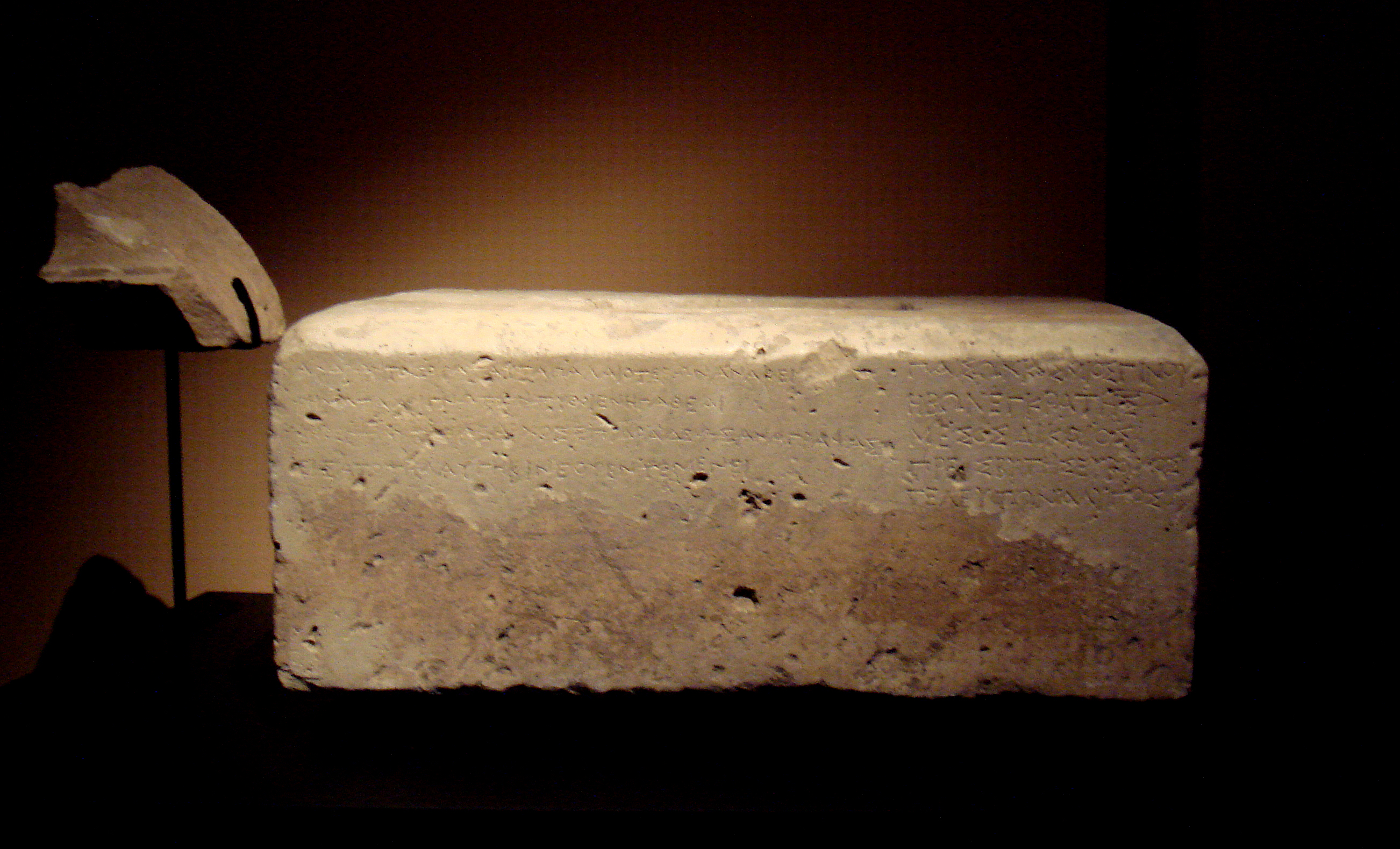
Bloc avec l'inscription de Kinéas. Partie gauche: « Ces sentences des anciens se trouvent dans le sanctuaire pythique sacro-saint. C'est Cléarque qui les y copia minutieusement et les mit ici, dans le sanctuaire resplendissant de Kinéas » et l'inscription de Cléarque de Soles en partie effacée. Partie droite : « Dans l'enfance, sois modeste. Dans la jeunesse, sois robuste. À l'âge mûr, sois juste. Dans la vieillesse, sois judicieux. À l'heure de la mort, sois sans affliction ». Calcaire, 28 × 65,5 × 46.5 cm, début du.

Disciple d'Aristote, Cléarque est l'auteur du traité de l'Éducation, d’Erotica et d'un Peri hypnou (Sur le sommeil), rédigé vers 350-290 av. J.-C., dont il ne reste que des fragments. Dans ce dernier ouvrage, il développe une théorie de l'immortalité de l'âme. Il s'intéresse aux sagesses orientales, notamment celles des Mages et des Indiens et aurait voyagé au cœur de l'Asie. Comme Héraclide du Pont, il fait partie des aristotéliciens qui ne penchent pas vers le matérialisme (Dicéarque, Aristoxène, Straton de Lampsaque) mais vers un platonisme qui sépare l'âme du corps. Selon une inscription d'Aï-Khanoum en Afghanistan actuelle, sur l'Amou-Daria, il a également apporté à cette colonie grecque le texte des maximes de Delphes attribuées aux Sept sages.